# معاهدة سلام مونستر

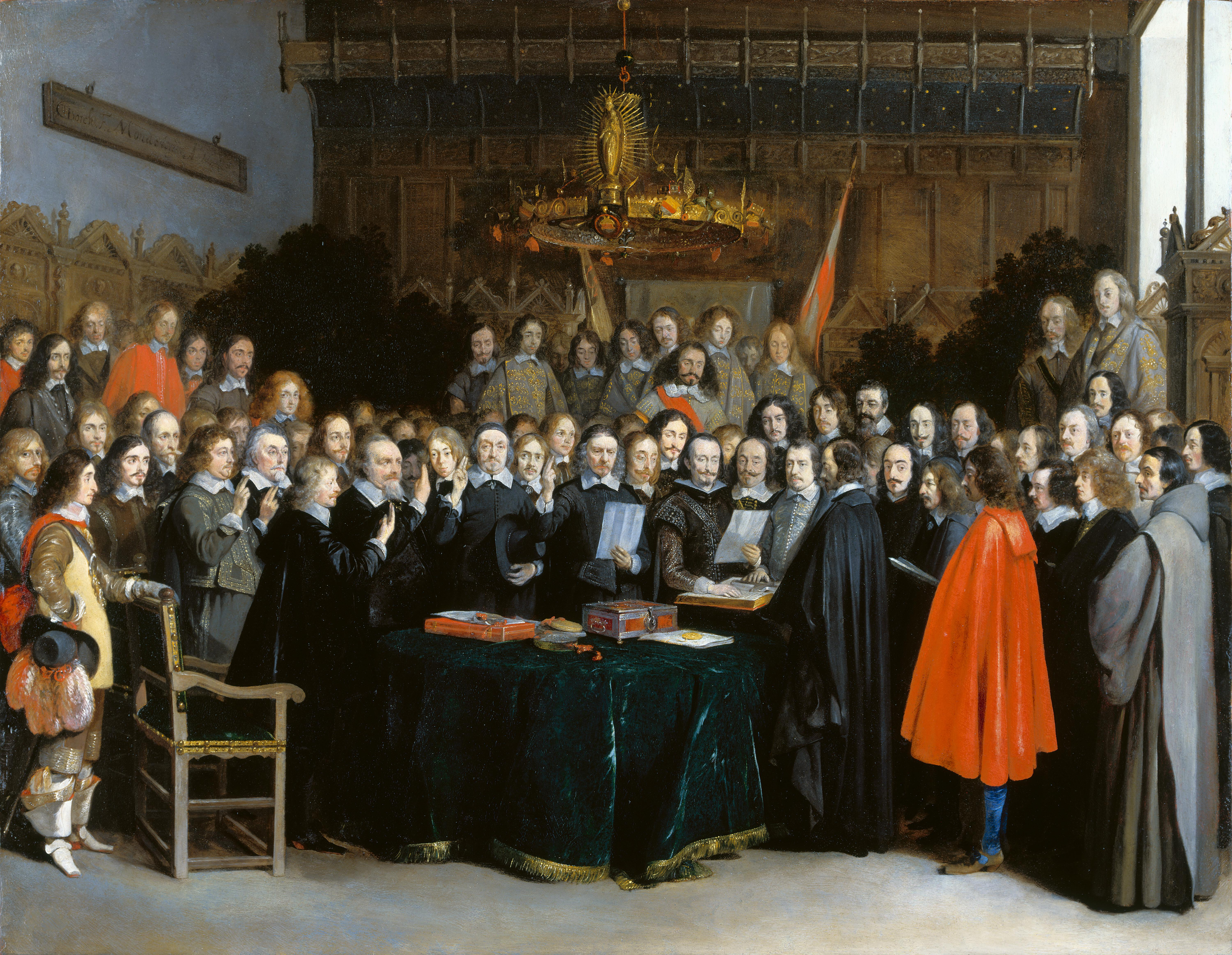
وأداء اليمين من اليمين التصديق على معاهدة مونستر في عام 1648 (1648) التي كتبها جيرارد ثالثا بورش

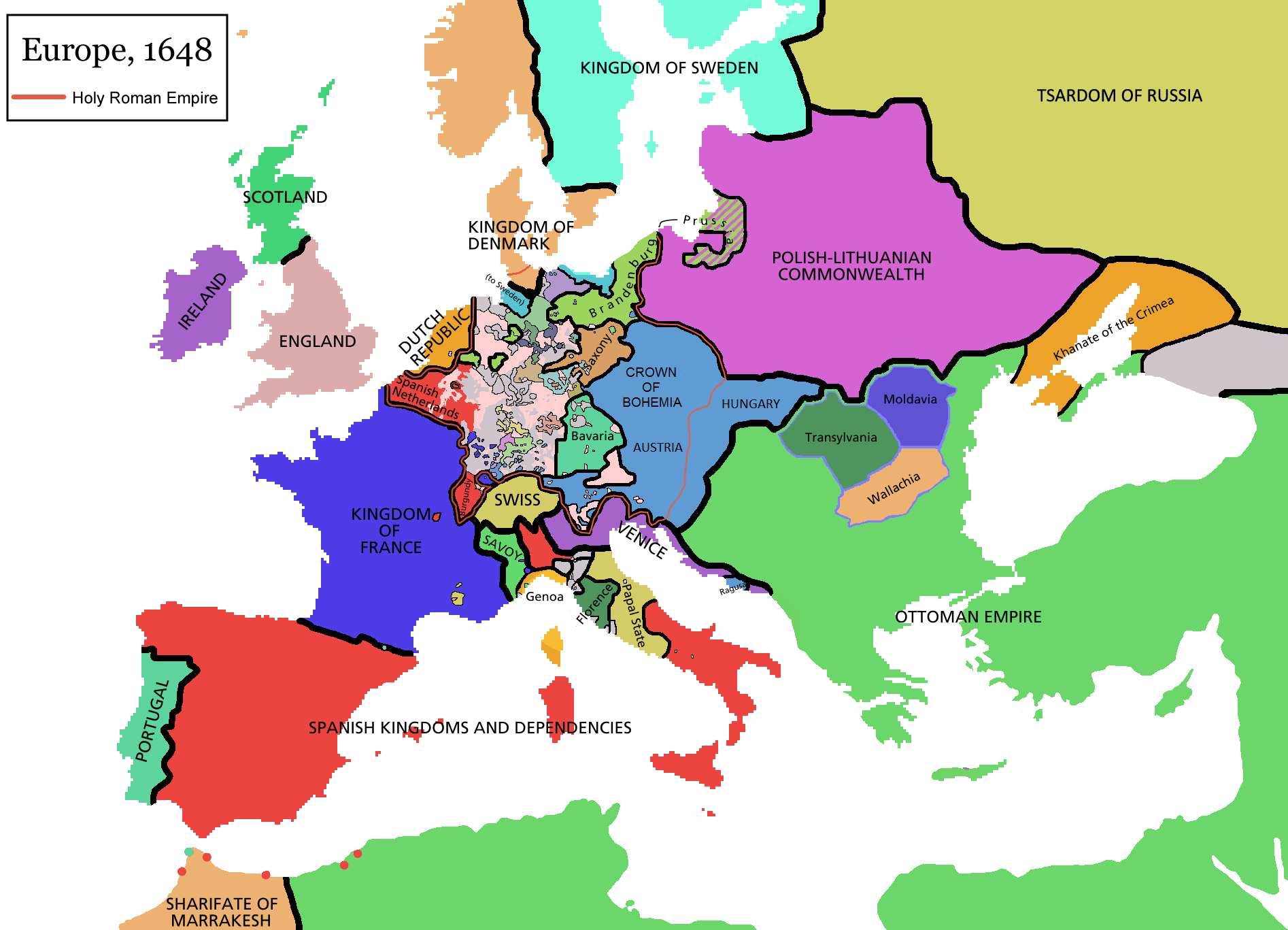
أوروبا بعد سلام ويستفاليا في عام 1648

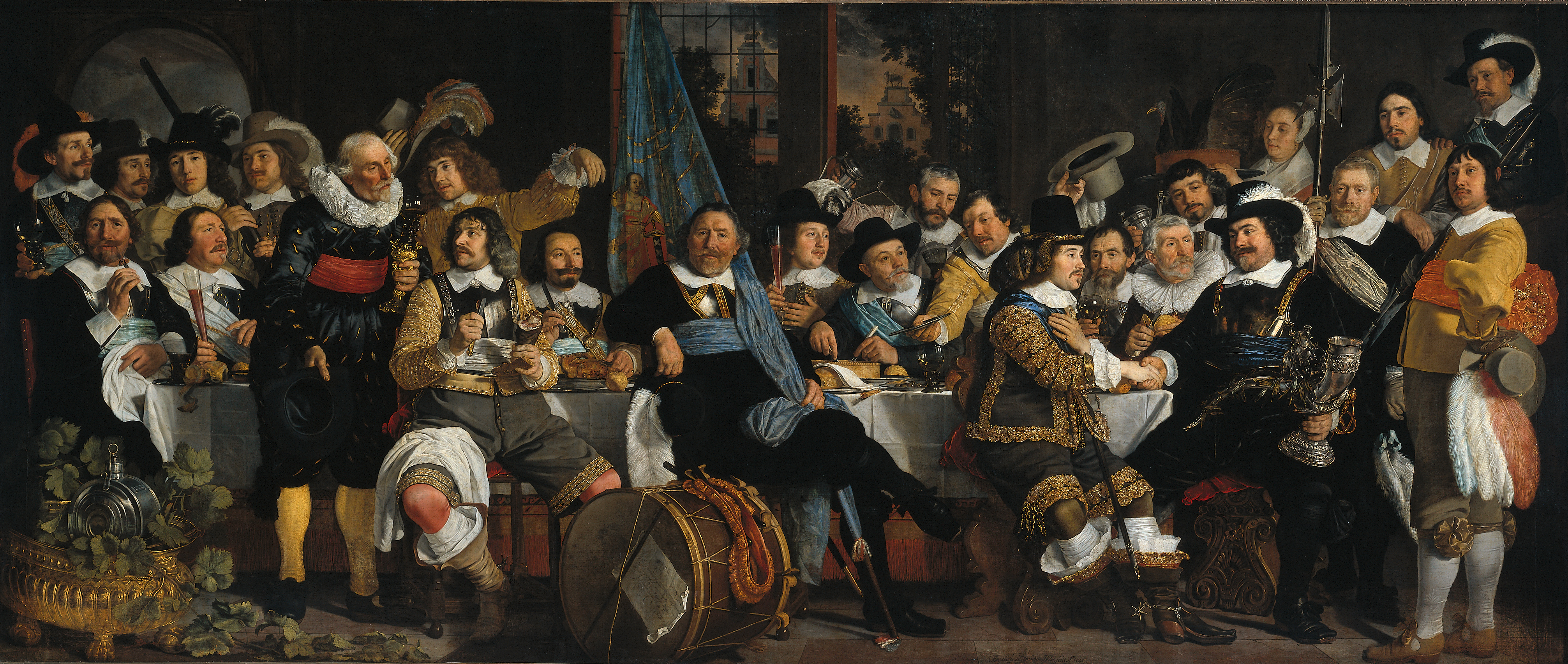
الاحتفال سلام مونستر '(1648) التي كتبها Bartholomeus فان دير Helst

سلام مونستر معاهدة بين جمهورية هولندا وإسبانيا وقعت في عام 1648. وكانت المعاهدة التاريخية للجمهورية الهولندية واحدة من الأحداث الرئيسية في التاريخ الهولندي. ومع ذلك أصبحت هولندا المتحدة أخيراً مستقلة عن الإمبراطورية الإسبانية. وكانت المعاهدة جزءاً من صلح وستفاليا التي انتهت على حد سواء حرب الثلاثين عاما وحرب الثمانين عاما.